# Escut de Sant Iscle de Vallalta
L'escut oficial de Sant Iscle de Vallalta té el següent blasonament:
Escut caironat: d'argent, una vall de sinople sobremuntada d'una rosa de gules botonada d'or i barbada de sinople. Per timbre una corona mural de poble.

## Història
Va ser aprovat el 15 de setembre de 1993 i publicat en el DOGC el 29 del mateix mes amb el número 1802. La vall és un senyal parlant que descriu el nom del terme. La rosa és el símbol de sant Iscle, patró del poble. 